# Julio César Hurtado
Julio César Hurtado (Santa Cruz de la Sierra, 25 dicembre 1983) è un calciatore boliviano, di ruolo centrocampista del Blooming.

## Palmarès

### Club

#### Competizioni nazionali
- Campionato boliviano: 1

Aurora: Clausura 2008